# RV Monocerotis
RV Monocerotis (RV Mon) es una estrella variable en la constelación de Monoceros, el unicornio.
Se encuentra a una distancia aproximada de 670 pársecs o 2180 años luz del sistema solar.

## Características
RV Monocerotis es una estrella de carbono de tipo espectral CV3 con una temperatura superficial de 3210 ± 140 K.
En las estrellas de carbono, al contrario que en la mayor parte de las estrellas incluyendo al Sol, la abundancia de carbono es mayor que la de oxígeno; así, la relación carbono-oxígeno en RV Monocerotis es de 1,05.
Su luminosidad bolométrica —considerando todas las longitudes de onda— es 6400 veces mayor que la luminosidad solar.
A partir de la medida de su diámetro angular, se ha evaluado el verdadero diámetro de RV Monocerotis. Éste es 260 veces más grande que el diámetro solar, aunque dicho valor, al depender de la distancia  y dada la incertidumbre existente en este parámetro, solo puede considerarse un valor aproximado.
En cuanto a la masa de RV Monocerotis, según el modelo teórico considerado ésta puede ser de 1 o 2 masas solares.
Además, las estrellas de carbono experimentan una importante pérdida de masa estelar, y RV Monocerotis lo hace a razón de 17 × 10-8 masas solares por año.

## Variabilidad
Catalogada como variable semirregular SRB, el brillo de RV Monocerotis varía entre magnitud aparente +9,71 y +11,90 en banda B.
Existe un período principal de 131 días y uno secundario, más largo, de 1047 días.